# Flowers in the Dirt
| 전문가 평가                    | 전문가 평가         |
| 평가 점수                      | 평가 점수           |
| 출처                           | 점수                |
| ------------------------------ | ------------------- |
| AllMusic                       | [ 1 ]               |
| Deseret News                   | (highly favourable) |
| Encyclopedia of Popular Music  | [ 3 ]               |
| The Essential Rock Discography | 6/10                |
| Los Angeles Times              | [ 5 ]               |
| MusicHound                     | 3/5                 |
| The New York Times             | (favourable)        |
| Q                              | [ 8 ]               |
| Rolling Stone                  | [ 9 ]               |
| The Rolling Stone Album Guide  | [ 10 ]              |
| Time                           | (favourable)        |

《Flowers in the Dirt》는 폴 매카트니의 여덟 번째 스튜디오 솔로 음반이다. 이 음반은 그가 1975년~76년 Wings Over the World Tour 이후 첫 월드 투어에 나서면서 1989년 6월 5일에 팔로폰으로 발매되었다. 그것은 주요한 형태로의 복귀로 여겨졌고, 매카트니는 몇 년 동안 그가 받았던 최고의 평론들 중 몇 가지를 얻었다. 이 음반은 영국과 노르웨이에서 1위를 차지했고, 여러 히트 싱글 (첫 번째 음반은 〈My Brave Face〉이다)을 프로듀싱을 했다.
이 음반은 2017년 3월 《Paul McCartney Archive Collection》 프로젝트에 따라 확장된 형태로 재발매되었으며, 매카트니와 엘비스 코스텔로가 녹음한 원본 데모가 발매의 일부로 포함되었다.

## 커버 버전
필 키기는 2000년 음반 《Inseparable》와 2012년 음반 《The Cover of Love》에서 〈Motor of Love〉를 커버했다.